# Exalíptron
Per exalíptron o exaliptre (del grec ἐξάλειπτρον exáleiptron), es cataloguen diversos tipus de got de la ceràmica grega. A vegades es denomina així al coton, i altres vegades s'identifica amb la plemòcoe (de πλημοχόη, de πλήμη ‘plenamar’ i χέω ‘abocar’).
La seva morfologia és la d'un recipient de cos ample i sense anses, amb una característica vora tornada cap a l'interior de l'atuell, en el qual encaixa un tapadora amb o sense mameló d'agafament. Per a Gonzalo Borrás i Guillermo Fatás és un got per a perfums i ungüents (d'or o plata en general), i d'aspecte similar a l'alabastre o el lècit.
També es classifica en aquesta família l'Exaliptre de peu de trípode, pot d'ungüents en general amb el cos cilíndric com el píxide àtic o corinti.

## Morfologia

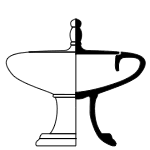
Atuell de tipus plemòcoe
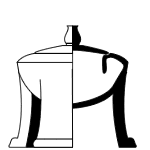
Atuell de peu de trípode